# Arc narratif
Pour les articles homonymes, voir Arc.
 (mars 2024).

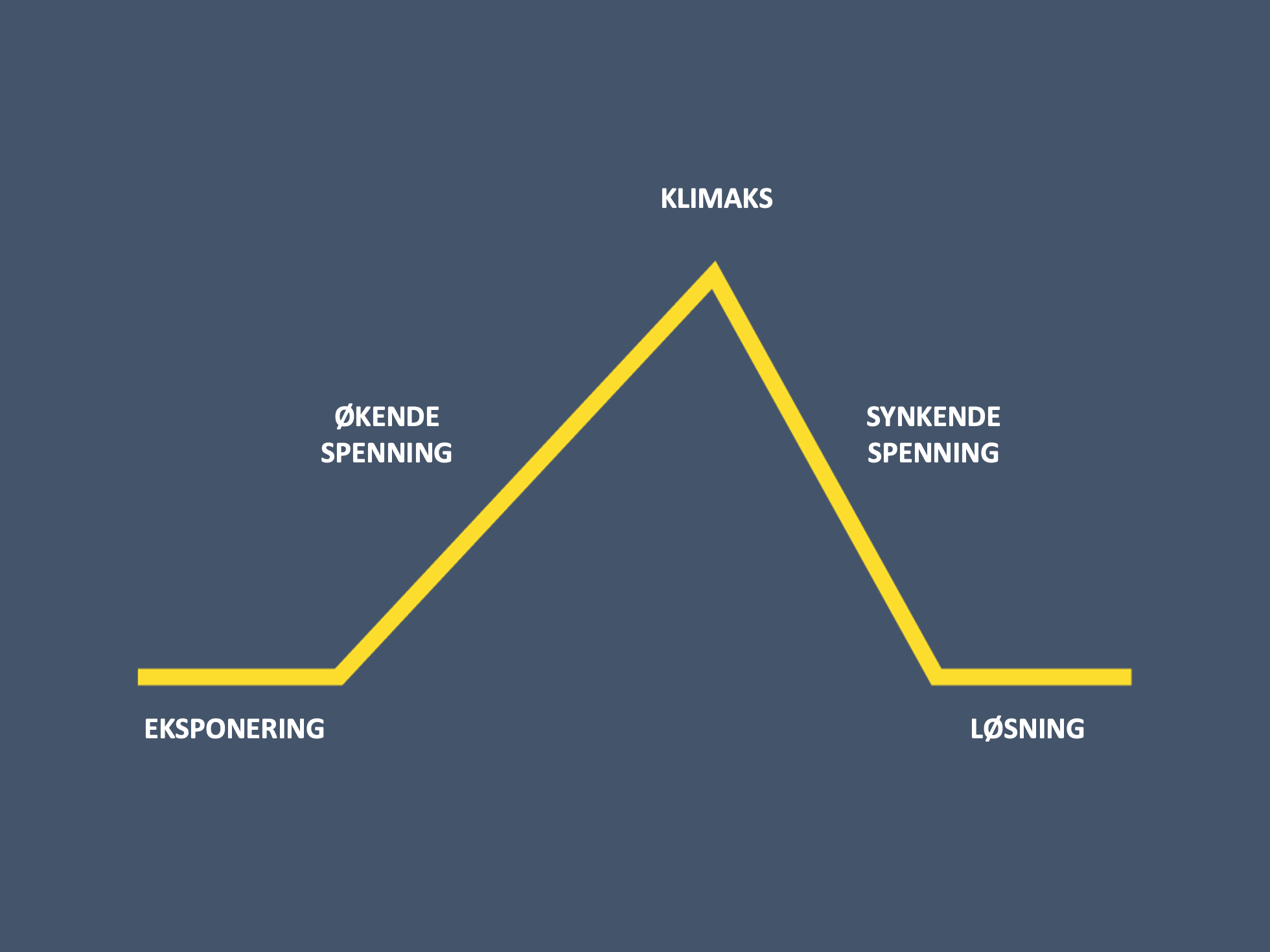
Pyramide de Freytag de la structure de l'intrigue en cinq phases. De gauche à droite : exposition, tension montante, climax, tension descendante et résolution.

Un arc narratif, arc scénaristique, ou simplement arc, est un élément du récit dans une  œuvre de fiction. Il s'agit généralement d'une subdivision d'un cycle narratif.

## Structure narrative
Un arc narratif est la construction d'une intrigue qui se développe dans une histoire depuis le nœud du récit, jusqu'au dénouement. Cet arc peut se développer à l'échelle d'un récit simple ou au-delà de l'épisode d'un récit sérialisé. Lorsqu'il s'agit d'une série, différents arcs narratifs peuvent s'enchâsser les uns dans les autres, au niveau de l'épisode, de la saison, voire de l'ensemble de la série prise comme un tout. Lorsque l'arc enjambe plusieurs épisodes, il produit des suspenses.
L'arc narratif dans le domaine télévisuel est parfois opposé au standalone (épisode qui propose une clôture complète et qui se suffit à lui-même) ou au cycle (qui structure l'intrigue de la série complète). Dans ce cas, un cycle peut être formé d'un ou plusieurs arcs.